# Hylopetes platyurus
Lo scoiattolo volante di Jentink (Hylopetes platyurus Jentink, 1890) è uno scoiattolo volante originario del Sud-est asiatico.

## Descrizione
Il corpo dello scoiattolo volante di Jentink misura 11,7-13,5 cm di lunghezza e la coda è lunga 11,8-12 cm. Ha regioni superiori di colore nerastro o grigio-marrone scuro, con screziature color ruggine, specialmente lungo la linea mediana; le regioni inferiori sono bianche o bianco-camoscio, con sottopelo grigio. Il patagio presenta una sottile linea bianca lungo il margine. La coda, sottile alla base, poi più larga e nuovamente sottile all'estremità, è di colore grigio-brunastro o nero. Le guance sono grigie, così come due macchie situate alla base della coda. Questo animale è molto simile allo scoiattolo volante dalle guance grigie (Hylopetes lepidus), dal quale si differenzia proprio per le suddette macchie alla base della coda, che in H. lepidus sono giallo-arancio. Nel cranio, le bolle timpaniche sono relativamente piccole.

## Distribuzione e habitat
Lo scoiattolo volante di Jentink vive nelle foreste sempreverdi e nelle aree coltivate limitrofe ai villaggi, sia di pianura che di montagna, della penisola malese e dell'isola di Sumatra.

## Biologia
Di abitudini notturne, lo scoiattolo volante di Jentink vive prevalentemente nelle foreste pluviali di pianura, ma sembra tollerare abbastanza bene anche moderati fattori di disturbo dell'habitat.

## Conservazione
Questa specie sembra essere minacciata dalla deforestazione, ma le notizie inerenti sono così poche che la IUCN la inserisce tra quelle a status indeterminato.